# Muškát žlutý

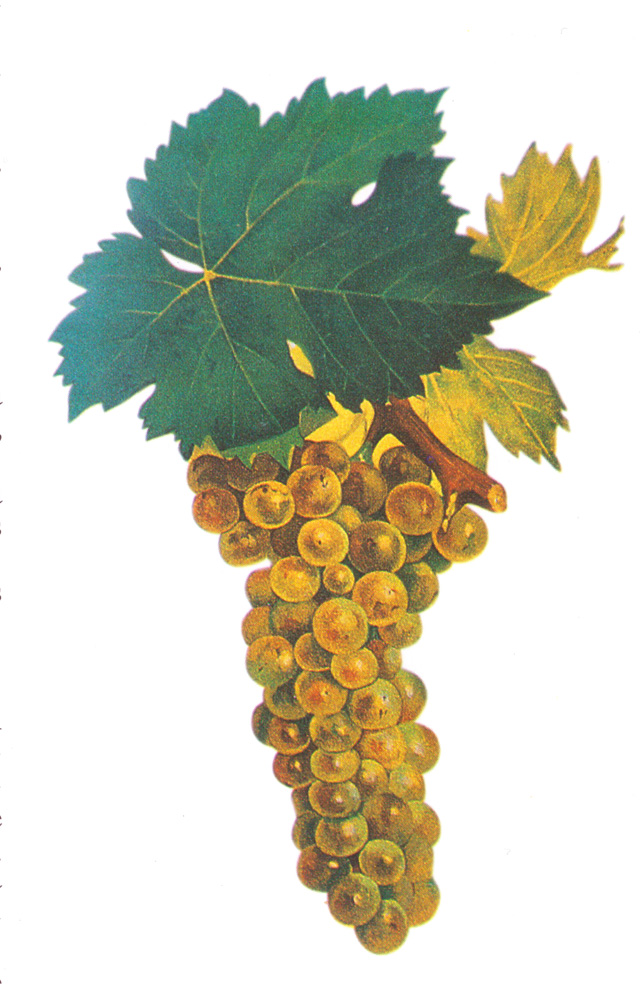
Muškát žlutý, ilustrace z knihy Amphélographie, Viala et Vermorel

Muškát žlutý (název dle VIVC Muscat à Petits Grains Blancs) je velmi starobylá, moštová a stolní odrůda révy vinné (Vitis vinifera) z eko-geografické skupiny východních odrůd muškát, jedna z nejstarších odrůd vůbec, určená k výrobě bílých vín, ale i k přímé spotřebě.
Skupina muškátů patří k nejstarším odrůdám révy vinné. Jejich pravlastí je patrně Malá Asie, rozšířily se díky Féničanům a později Řekům do Sýrie, Egypta a do arabské oblasti. Zásluhou starých Římanů se muškáty začaly pěstovat po celém jejich impériu, především v dnešní jižní Francii, odtud se později rozšířily do Evropy a na ostatní kontinenty.

## Popis

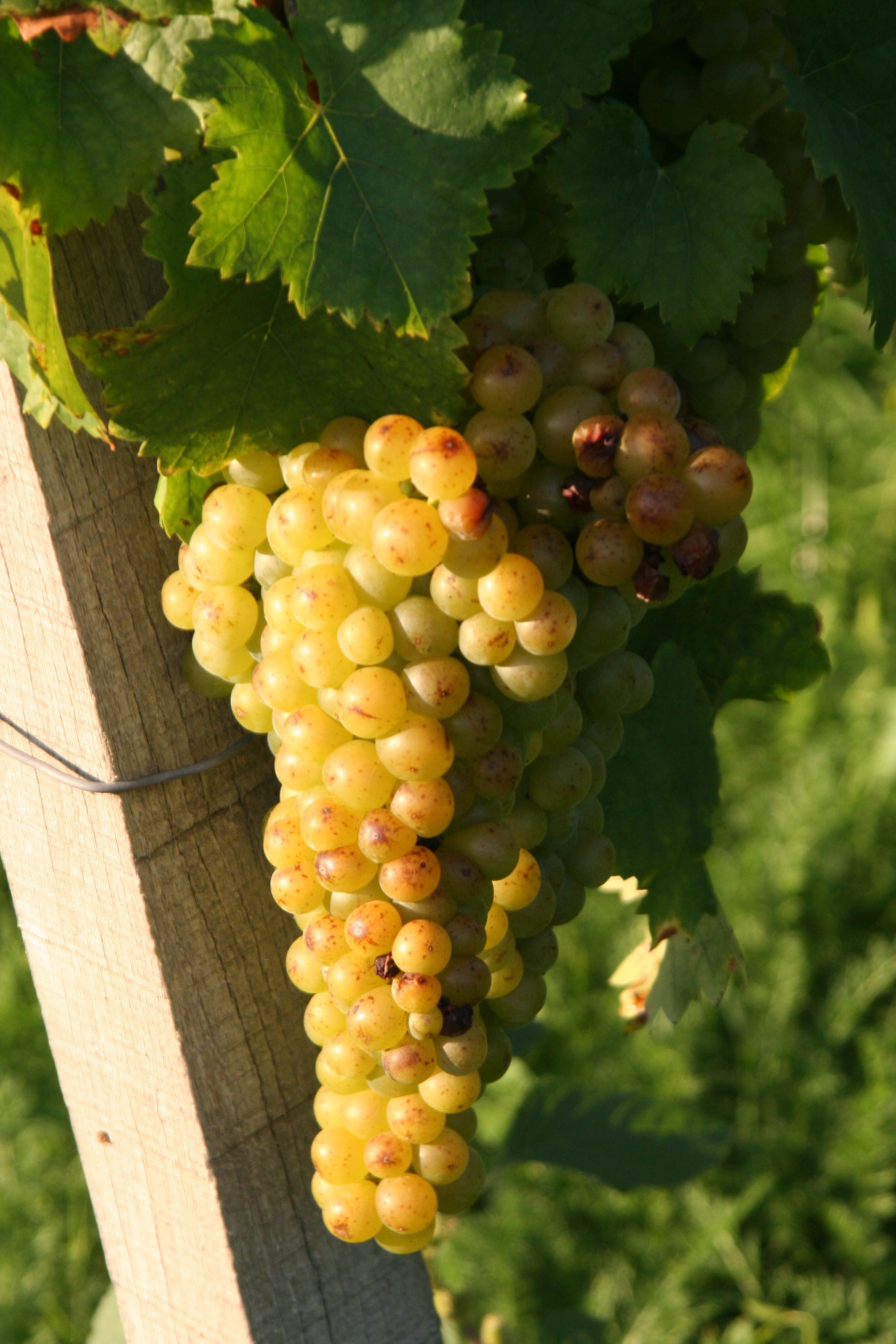
Hrozen odrůdy Muškát žlutý

Réva vinná (Vitis vinifera) odrůda Muškát žlutý je jednodomá dřevitá pnoucí liána, dorůstající v kultuře až několika metrů. Kmen tloušťky až několik centimetrů je pokryt světlou borkou, která se loupe v pruzích. Úponky révy umožňují této rostlině pnout se po pevných předmětech. Růst je středně bujný až bujnější. Vrcholek letorostů je světle zelený až šedozelený, hustě ochmýřený, s vínově červeným okrajem, mladé listy mají bronzový nádech, dva apikální jsou silně ochmýřené. Jednoleté réví je světle hnědé, na uzlech tmavší.
List je středně velký až velký, čtvercový, tří- až pětilaločný s hlubokými výkroji, boční výkroje jsou otevřené, lyrovité či uzavřené, s vejčitým průsvitem, okraj listu je pro muškáty charakteristicky ostře, úzce trojúhelníkovitě zoubkovaný. Rub listu u mladších listů je pavučinově ochlupený, u starších s ostrými štětinkami na žilnatině. Řapíkový výkroj je hluboký, otevřený, lyrovitý nebo lancetovitý či překrytý s průsvitem. Řapík listu je kratší až středně dlouhý. Podzimní barva listů je žlutá.
Oboupohlavní pětičetné květy v hroznovitých květenstvích jsou žlutozelené, samosprašné. Plodem jsou středně velké (10–17 mm), okrouhlé, často deformované, zlatožluté bobule, v plné zralosti mají na osluněných místech sklon rezavět (někdy růžovět). Slupka bobulí je tenká až středně silná, proto je odrůda náchylná na infekci ušlechtilou plísní šedou, která je v tokajské oblasti žádoucí (tvorba cibéb). Dužina je sladké, muškátové chuti, s 2–3 semeny. Hrozen je středně velký (13–17 × 7–9 cm, v průměru 120 g, ale až 450 g), válcovitý nebo válcovitě kuželovitý, dlouhý, velmi hustý. U základu tvoří krátká křidélka. Stopku má krátkou až středně dlouhou, v období dozrávání hroznu dřevnatí.

## Původ a rozšíření
Muškát žlutý je středně pozdní, moštová odrůda révy vinné (Vitis vinifera). Pravlastí rodiny muškátových odrůd je patrně Malá Asie, odtud se rozšířily díky Féničanům a později Řekům do Sýrie, Egypta a do arabské oblasti. Zásluhou starých Římanů, kteří považovali řecké „passum“ za nejušlechtilejší víno, se muškáty začaly pěstovat po celém jejich impériu, především v dnešní jižní Francii. Do střední a severní a východní Evropy se muškátové odrůdy rozšiřují kolem 12. století, často jsou zde nazývány „řecké“ či „kyperské víno“. K velkým ctitelům muškátových vín patřily např. králové Karel Veliký a Fridrich I. Barbarossa.
Odrůda Muškát žlutý je rozšířená po celém světě, roku 2010 byla pěstována odhadem na 45.000 hektarech vinic. Patří mezi širokou paletu muškátových odrůd a je považována za nejušlechtilejší z nich. V chladnějších oblastech či v horších letech mohou mít vína příliš velkou aciditu a skoro až vlezlý buket, proto jsou vhodná do směsí s víny odrůd neutrálního typu. V teplejších oblastech dává vína výrazná, muškátová, ušlechtilých zbytkových cukrů, popřípadě také skvostná kořenitá dezertní vína.
Roku 2007 byla pěstována na 13 500 hektarech v Itálii, kde tvoří součást vín mnoha oblastí DOC, ve Francii byla roku 2008 pěstována na 7370 hektarech, tvoří součást mnoha oblastí AOC a je zde registrováno 13 klonů. Dále ji najdeme namátkou ve Španělsku (2300 ha), Portugalsku (1.000 ha), Maďarsku, Rumunsku (1170 ha), Bulharsku (5000 ha), Řecku (2300 ha), Turecku (2000 ha), Alžírsku, Chile, Brazílii (1780 ha) atd. Uvedené plochy vinic se vztahují k roku 2007.
Ve Státní odrůdové knize České republiky není odrůda zapsána. Vinařský zákon povoloval u nás z této odrůdy vyrábět víno v kategorii zemských vín až do roku 2010, nicméně ve vyhlášce č. 323/2004 Sb. po novele vyhláškou č. 28/2010 Sb. již mezi odrůdami, ze kterých je dovoleno vyrábět zemská vína, není uvedena. V ČR je pěstována pouze vzácně a v nejteplejších polohách. Od roku 1941 je zapsána v Listině registrovaných odrůd na Slovensku. Na Slovensku se pěstuje v Tokajské oblasti společně s odrůdami Furmint, Lipovina a Ryzlink vlašský, v odrůdovém zastoupení zde tvoří přibližně 10 %.

## Název
Staří Řekové nazývali odrůdu „Anathelicon moschaton“ a obyvatelé Říma „Apianae“, což se vztahuje ke skutečnosti, že zralé hrozny a jejich šťáva velmi přitahovaly vosy a včely (včela, latinsky „apis“). Současný, mezinárodní název odrůdy, Muscat à Petits Grains Blancs, pochází z francouzštiny (muškát s malými bílými bobulemi). Název skupiny odrůd „Muscat“ je pravděpodobně odvozen z latinského „musca“ (moucha), intenzívní vůně muškátů hmyz velmi láká. Další variantou původu názvu je, že malé bobule připomínaly semena muškátu.
Další, lokálně používaná synonyma odrůdy Muškát žlutý jsou : Мускат белый, Мускат фронтиньянский, Мускат Люнель, Мускат мелкоягодный, Тамянка, Мускат сбытней, Тамайоза, Бусуйок, Ладанный (vše Rusko), Alpianae de los Romanos, Anatholican Moschaton, Bárzsing (Maďarsko), Bela Dinka, Beli Muskat, Beyaz Misket (Turecko), B.M. Biblina, Bílý Muskatel, Bjala Tamjanka, Blanche Douse, Brown Muscat, Busuioaca, B. di Moldavia, Chungicsikos Muskotály, Csikos Muskotály (Maďarsko), C. Zoeld Szagos, Dinka Bela, Early Silver Frontignan, Fehér Muskotály (Maďarsko), Franczier Veros Muscatel, Frontignac, Frontignan, Gelber Muskateller (Rakousko, Německo, Itálie), G. Weihrauch, Grüner Muskateller, Hazai Muskotály, Irmes, Joenica, Joszagu, Katzendreckler, Kedves Muskotály, Khungi, Kilianstraube, Kustidini, Ladanny, Misket Bijal (Bulharsko), Moscadello, M. Giallo, Moscat Bianco, Moscata Bianca, Moscatel ….. Bianco (Španělsko, Itálie), Branco, Castellano, Commun, de Bago Miudo, de Canelli (Španělsko), de Douro, de Grano Menudo, de Grano Pequeno, do Douro, Fino, Galego, Menudo Blanco, Morisco, Nunes ……, Moscatella Bianca, M. Generosa, M. Isidori, Moscatello Bianco, M. di Montalcino, Moscato Bianco (Itálie), M. B. Comune, M. B. dell´Elba, M. B. Piemontese, M. Canelli, M. d'Arqua, M. d'Asti, M. del Colli Euganei, M. di Candia, M. di Canelli, M. di Frontignan, M. di Montalcino, M. di Orso Senori, M. di Sardegna,M. di Siracusa, M. di Tempio (Itálie), M. di Trani, M. Reale, M. Tempio, Moscatofilo, Moschato (Řecko), M. Aspro, M. Leuko, M. Lefko, M. Samou, Moschoudi, M. Proimo (Řecko), Moschostaphyllo Aspro, Moschoudi, Moscodellone, Moscovitza, Moskat Bianco, Muscadel, Muscat ….. Beli, Belyi (Rusko), Blanc (USA), M. Blanc á Petit Grains, Blanc Commun, Blanc du Valais, Canelli (USA), Commun, d'Alsace, d'Astrakhan, de Die, de Frontignan (Španělsko, Itálie, Francie), de Lunel (Španělsko), de Narbonne, de Rivesaltes, Muscat de Samos, du Puy de Dome, Hatif de Puy de Dome, Patras, Psilo, Quadrat …., Muscaat (Indie), Muscata Bianca, Muskatel Branco, M. do Douro, M. Menudo Bianco (Španělsko), Muscateller, Muscately, Muskadel White, Muskat Beli, M. Rannyi, M. Rumeni, M. Traube Weisse, Muskateller Gelb, M. Weiss, M. Weissgelber, Muskota, Muskotály, Muskuti, Muškát bílý, Muškát Lunel (Slovensko), Myskett, Ranfler, Rozdas Muskotály, Rumeni Muskat, Sain Jacques Blanc, Sárga Muskotály (Maďarsko), Sari Muscateller, Schmeckende, S. Weyrer, Szargos Veirer, Tamaioasa, T. Alba di Dragasani, T. Alba Romaneasca, T. di Moldavia, T. Romaneasca (Rumunsko), Tamaioza, Tamianka, Tamjanika Bela, Uva de Cheiro, U. Moscatello, Weier, W. Muskataly, Weihrauch, W. Gelb, W. Weiss, Weihrauchtraube, Weisser Grüner, Weißer Muskateller, Weissgelber, W. Muskateller, White Frontignan (Anglie), W. Muscadel, Zoruna, Zuti Muskat.

## Mutace odrůdy
Mutací odrůdy Muškát žlutý vznikly odrůdy Muscat á Petit Grains Rosés, Muscat á Petit Grains Rouges, Muscat á Petit Grains Noirs a spousta dalších variet, které produkují pestrou škálu hroznů někde mezi těmito odrůdami. Kde se pěstuje jedna, vyskytují se často i další odrůdy a variety, někdy se pěstují ve společné výsadbě. Dále samostatně u výše jmenovaných odrůd.

## Příbuzné odrůdy
Pod názvem Muscat, s přídomkem dle původu, místa pěstování či barvy hroznů, je v katalogu VIVC samostatně uvedeno 116 odrůd. Pěstují se hojně v celém Středomoří, ale najdeme je mimo Antarktidy na všech kontinentech. Rozlišování odrůd a variet bývá obtížné, jejich synonymika je často nevyjasněná a překrývající se. Rodina odrůd „Muscat“ je stejného původu, jako další rodina odrůd s názvem „Moscato“, obě pak nesmí být zaměňovány s rodinou odrůd „Moscatel“.

## Pěstování
Letorosty vyzrávají na 75–90 %, plodnost dřeva je 44 %, průměrný počet hroznů na výhon 0,46, na plodonosný 1,22. Mrazům odolává špatně, pouze do −15 až −18 °C, ohrožují ji i pozdní jarní mrazíky. Pro svůj silnější růst a dobré vyzrávání réví je odrůda vhodná na tvarování na vysokém vedení. Vhodný je řez na dlouhé tažně při zatížení do 10 oček na m2 půdy. Při výnosu do 9 t/ha dosahuje běžně cukernatosti nad 20 °NM, obsah kyselin se pohybuje okolo 8,5 g/1. Například v Německu jsou výnosy 9–14,5 t/ha při cukernatosti 74–78 °Oe a aciditě 9–11 g/l, v nejlepších vinařských podmínkách, na jihu poloostrova Krym, se cukernatost moštu pohybuje v rozmezí 22,5–32 % při aciditě 6,5–7 g/l.

### Fenologie
Vegetační cyklus odrůdy trvá 140 dnů při sumě aktivních teplot (SAT) 2900 °C (v klimatických podmínkách Oděsy). Zaměkání bobulí začíná v polovině srpna, hrozny dozrávají koncem září až v říjnu.

### Choroby a škůdci
Odrůda je značně citlivá na plíseň révovou (Plasmopara viticola) a padlí révové (Uncinula necator), též na anthraknózu, na těžkých, vlhkých, hlinitých půdách a v deštivých letech je napadána plísní šedou (Botrytis cinerea), ohrožována je též obaleči a hmyzem obecně.

### Poloha a půdy
Odrůda vyžaduje jižní, teplé, slunečné svahy s intenzívním slunečním zářením a teplé, písčité i kamenité, ale dostatečně hluboké a výživné půdy. Nevyhovují ji půdy těžké a půdy s vyšším obsahem vápníku. V příliš úrodných půdách a v nížinách mají hrozny nižší kvalitu.

## Víno

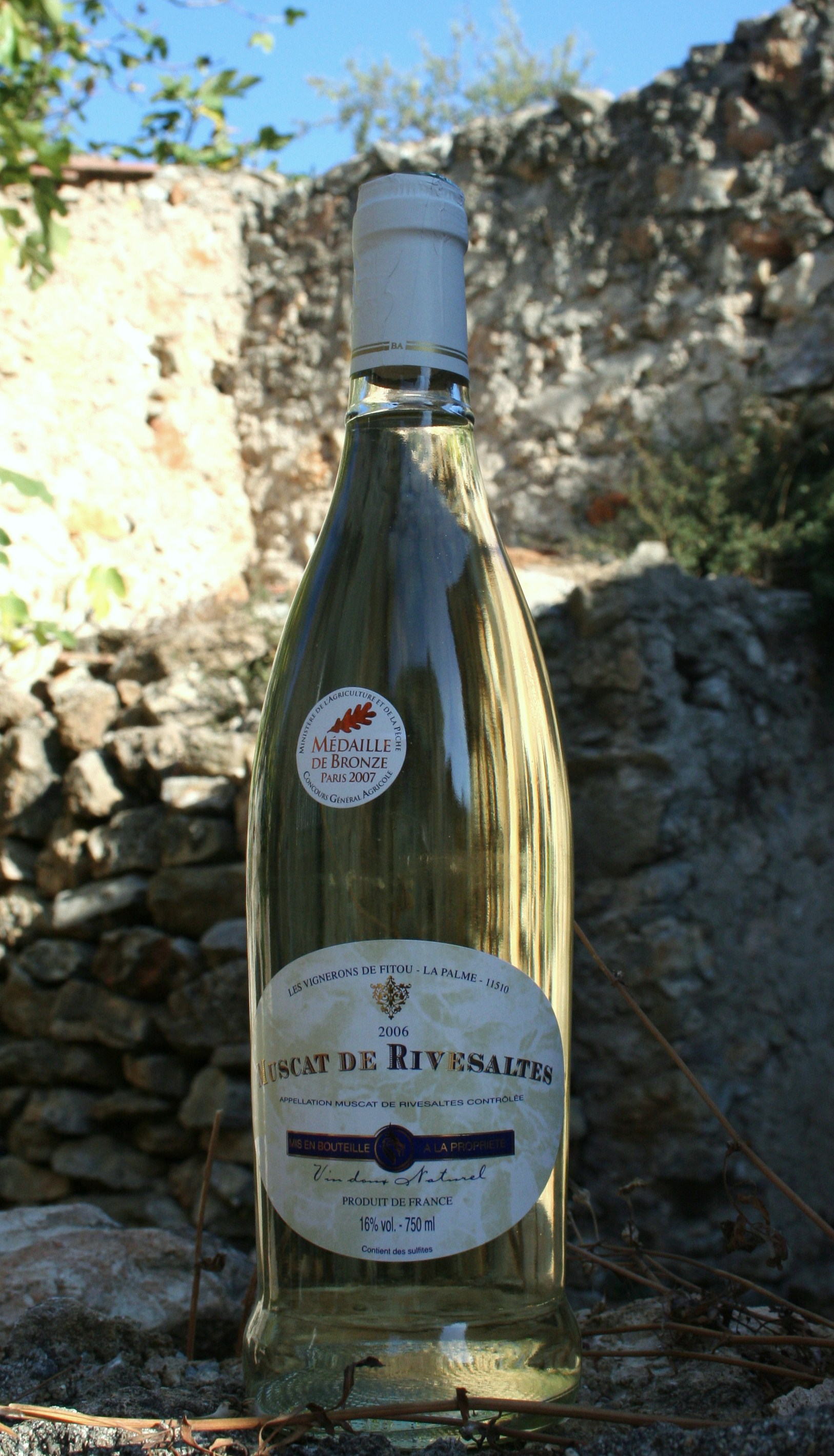
láhev vína Muscat de Rivesaltes, Francie

Muškát žlutý je možno vyrábět reduktivním způsobem jako odrůdové víno. Víno má potom výrazně muškátové aroma a svěží kyseliny. Odrůda se také užívá k výrobě tokajských vín, která nejsou připravována odrůdově čistá, ale jedná se vždy o cuvée povolených tokajských odrůd (viz tokajské víno).
Obecně jsou odrůdová vína lehká, s mocným muškátovým buketem, s tóny medu, lipového květu, růží, pomerančových květů a včelího vosku, snadno poznatelná. V horších letech, při nedostatečném vyzrání hroznů, mohou být vína s buketem až nepříjemně vlezlým, ostré acidity.
Největšími produkty odrůdy jsou suchá francouzská vína „Muscat d'Alsace“ (i když při výrobě suchých alsaských vín je určující odr. Muškát Ottonel) a ušlechtilé sladké výběry, jako např. „Muscat de Frontignan“, „M. de Lunel“, „M. de Rivesaltes“, „M. de Mireval“, „M. de Beaumes de Venise“, „M. de Saint Jean de Minervois“, ale též vína oblastí AOC Banyuls, Grand Roussillon, Maury či Rivesaltes. V cuvée s víny odrůdy Clairette se uplatňuje ve vínech z oblasti Drôme a AOC Clairette de Die.
Zajímavým produktem odrůdy Muškát žlutý je i řecké víno „Muscat de Samos“, plné, medové, velmi sladké víno s výrazným muškátovým aroma. Kvalita vína není získána pouze ideální polohou, klimatem, ale především pečlivým výběrem a tradiční přípravou. Toto víno nesoucí nejvyšší označení vysoké jakosti O.P.E. (toto je udělováno pouze velkým sladkým řeckým vínům) a je srovnatelné s označením, které známe z francouzského vinařství AOC. Řecký muškát ze Samosu můžete celkem běžně koupit i u nás, většinou v typických průhledných půllitrovkách s bílozlatou vinětou. Další víno, „Samos Vin doux naturel Grand Cru“ je víno, které se řadí mezi největší likérová vína světa. Jeho domovem je ostrov Samos, kterému vévodí dvě hory: Karkateus 1570 m a Ambelos 1160 m, kde jsou vybudovány terasy, na kterých se pěstuje odrůda, zde nazývaná Muscat de Samos. Podíl této odrůdy mezi ostatními odrůdami révy vinné, pěstovanými na ostrově Samos, je 95 %.

### Multimédia
- Ing. Radek Sotolář : Multimediální atlas podnožových, moštových a stolních odrůd révy, Mendelova zemědělská a lesnická universita Brno, zahradnická fakulta v Lednici
- Martin Šimek : Encyklopédie všemožnejch odrůd révy vinné z celýho světa s přihlédnutím k těm, co již ouplně vymizely, 2008–2012